# Alfred Przybylski

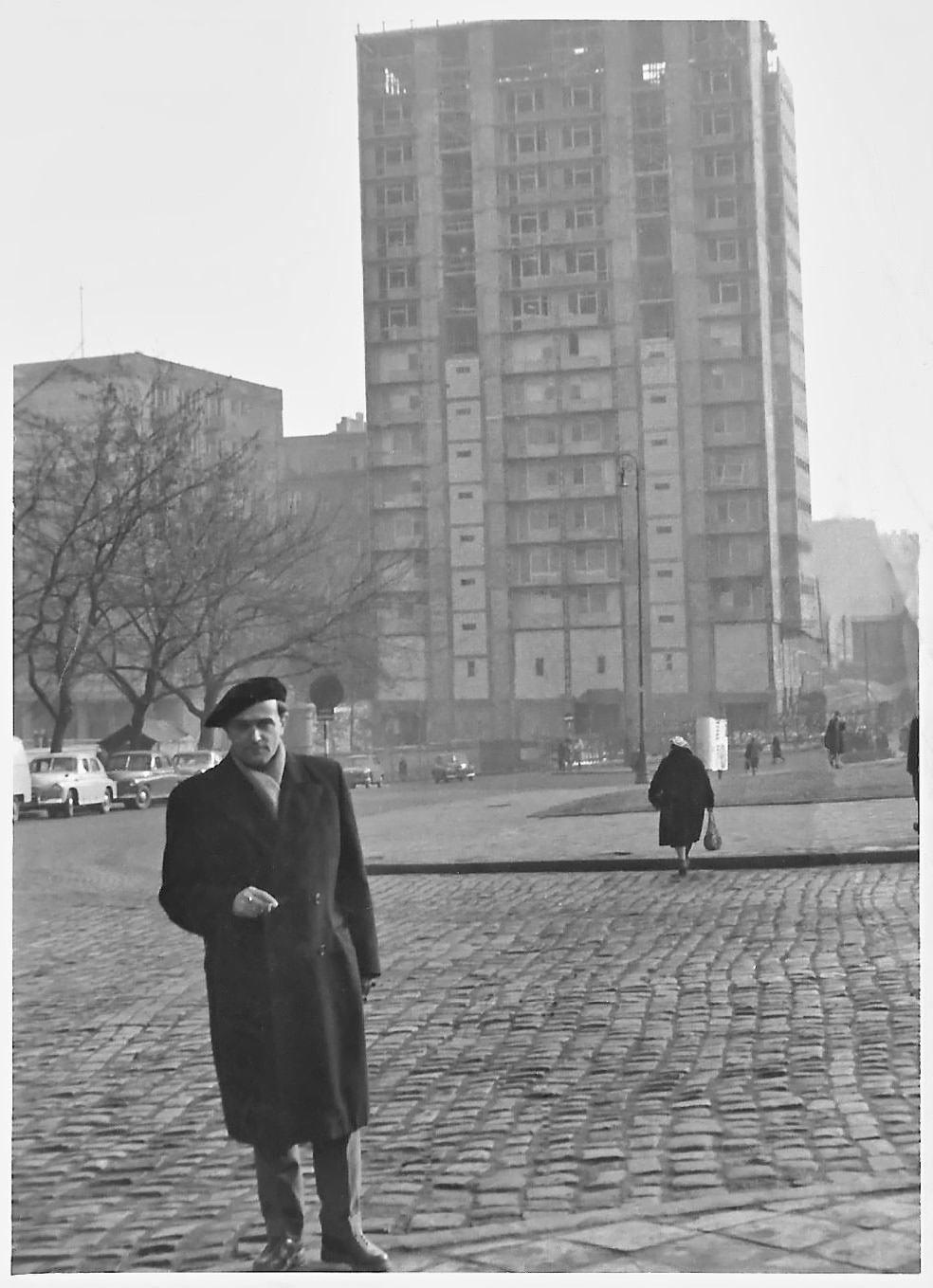
Algred Przybylski przy zaprojektowanym budynku przy ul. Tamka 49/47 (1958)

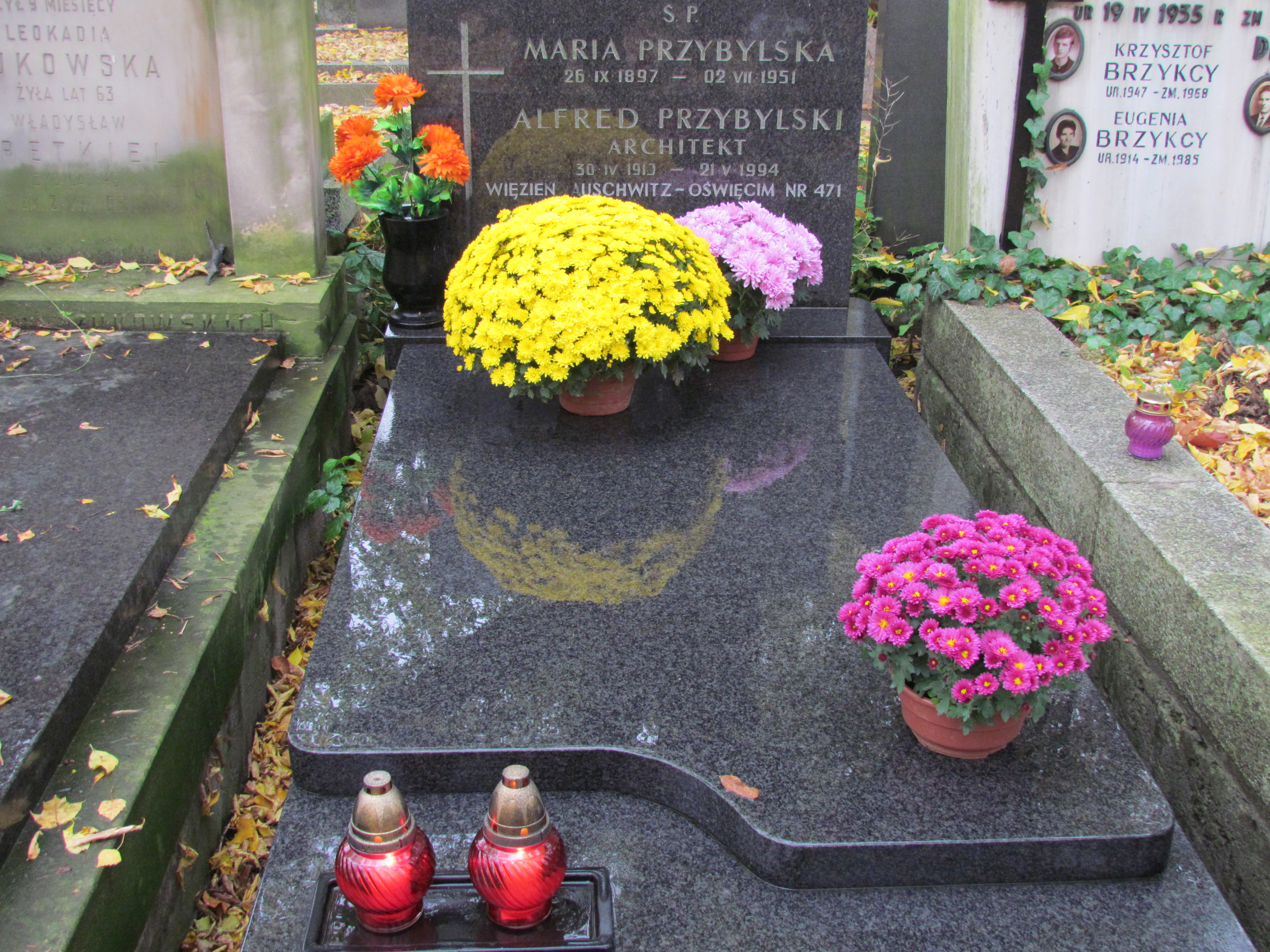
Grób Alfreda Przybylskiego na cmentarzu Powązkowskim w Warszawie

Alfred Czesław Przybylski (ur. 30 kwietnia 1919 w Dąbrowie Górniczej, zm. 21 maja 1994 w Warszawie) – polski architekt, więzień obozów Auschwitz, Groß-Rosen i Buchenwald.

## Życiorys
Urodził się 30 kwietnia 1919 w Dąbrowie Górniczej. Był synem Romana Przybylskiego (1893–1935) i Marii z domu Lis (1897–1951. Dzieciństwo spędził w rodzinnym mieście, gdzie w latach 1935–37 uczęszczał do Gimnazjum Ogólnokształcącego im. Waleriana Łukasińskiego. W latach 1937–39 uczył się w Liceum Budowlanym przy Śląskich Technicznych Zakładach Naukowych w Katowicach. W liceum był współredaktorem i grafikiem znanego miesięcznika „Echo Szkolne”. Interesowały go sprawy społeczno–polityczne. W 1939 redagował z wielkim zaangażowaniem emocjonalnym gazetkę szkolną, w której pisał odezwy do swoich kolegów, aby wobec zagrożenia ojczyzny byli gotowi do jej obrony z bronią w ręku.
Brał udział w kampanii wrześniowej 1939. W czasie wojny został członkiem tajnej organizacji ruchu oporu Związek Czynu Zbrojnego, do której należał do marca 1940 r. i nosił pseudonim „Adzia”. Za pośrednictwem Stanisława Buckiego nawiązuje kontakt z majorem Sulimą (Jan Rychłowski), od którego zabiera broń, amunicję, granaty, prasę podziemną i przewozi do oddziałów znajdujących się na terenie Dąbrowy Górniczej oraz w lasy świętokrzyskie do oddziału majora Hubali i do miejscowości leśnej Garbatki pow. kozienickiego do oddziału kapitana Pachni. Brał czynny udział w niszczeniu linii kolejowych i mostów, w zdobywaniu uzbrojenia i żywności z wagonów kolejowych oraz w walkach leśnych z Niemcami. Chciał przedostać się do armii polskiej we Francji, nigdy jednak tam nie dotarł. 
W marcu 1940 został aresztowany na granicy polsko–węgierskiej w Komańczy podczas przerzutu oficerów na Węgry. Osadzony został najpierw w więzieniu w Sanoku (od 31 marca do 11 maja), a następnie przetransportowany do więzienia w Tarnowie, gdzie był katowany przez Gestapo, lecz nikogo nie wydał . 14 czerwca 1940 został przewieziony pierwszym transportem wraz z 728 mężczyznami, więźniami politycznymi, z więzienia w Tarnowie do nazistowskiego obozu KL Auschwitz. Tam oznaczono go numerem więźniarskim 471 i czerwonym trójkątem jako więźnia politycznego. W obozie pracował głównie jako mierniczy i kreślarz w komandzie Baubüro. Tam też zaprzyjaźnił się ze znanym warszawskim architektem – Szymonem Syrkusem, który go potajemnie, w warunkach konspiracyjnych dokształcał, a po wojnie nakłonił do powrotu do Polski i pracował z nim w jednym biurze projektowym. W październiku 1944 został przetransportowany do obozu Groß-Rosen, gdzie przebywał do stycznia 1945. Stamtąd trafił do obozu Buchenwald, skąd 12 kwietnia 1945 został wysłany transportem kolejowym do obozu w Dachau. Skład został uszkodzony przez lotnictwo i w dalszą drogę więźniowie zostali popędzeni pieszo. Dwa dni później udało mu się zbiec w okolicach Jeny. Ukrył się w lesie i przeczekał przejście frontu. Po paru dniach, całkowicie wyczerpany oddał się w ręce wojska amerykańskiego. Armia amerykańska otoczyła go opieką i pomogła przenieść się w rejon Emsland, gdzie wokół miasta Haaren powstała polska strefa okupacyjna.
Tam trafił do I Dywizji Pancernej gen. Maczka i był poddany leczeniu szpitalnemu. W tym czasie otrzymał również stopień podporucznika funkcyjnego w batalionie saperów, gdzie do połowy kwietnia 1947 prowadził kursy kreślarskie dla żołnierzy i oficerów. Od kwietnia do połowy lipca 1947 przebywał w obozie repatriacyjnym w Lubece. Ostatecznie powrócił do kraju i rozpoczął poszukiwania rodziny. Od sierpnia 1947 mieszkał w Warszawie, gdzie kontynuował naukę w Liceum Budowlanym na ul. Hożej i w maju 1948 otrzymał świadectwo dojrzałości.
Równocześnie od września 1947 pracował w charakterze projektanta w Pracowni Architektoniczno–Urbanistycznej WSM pod kierunkiem Heleny i Szymona Syrkusów. Wraz z nimi zaprojektował między innymi osiedle Koło Wschód na warszawskiej Woli, które wpisane zostało do rejestru zabytków (układ urbanistyczny wraz z zielenią) jako jedne z pierwszych przykładów powojennej architektury modernistycznej (nr 1537-A z 09.11.1992, 03.09.2008, 18.11.2009).
W 1948 podjął studia na Wydziale Architektury Politechniki Warszawskiej, które ukończył z tytułem magistra inżyniera architektury w 1954 r. Od początku 1950 pracował również w Centralnym Biurze Projektów Architektoniczno–Budowlanych w Warszawie i w Miastoprojekt Stolica–Północ jako projektant. W latach 1951–1952 podjął pracę jako asystent na Politechnice Warszawskiej w Katedrze Planowania i Architektury Miast. Od listopada 1954 do lutego 1958 pracował w Zakładzie Architektury Zespołów Mieszkaniowych Politechniki Warszawskiej na stanowisku Głównego Projektanta – Kierownika Zespołu. Lata 1954–1964 to okres współpracy z architektem Leszkiem Klajnertem. W latach 1958–76 pracował w Biurze Projektów CPN „Naftoprojekt”, a od 1972 do 1975 w firmie Miastoprojekt Lublin.
Działał społecznie w Towarzystwie Opieki nad Oświęcimiem, w ZBoWiD i w spółdzielniach mieszkaniowych WSM i Starówka w Warszawie. W latach 70. był rzeczoznawcą SARP przy Prezydium Zarządu Głównego Stowarzyszenia Architektów Polskich. W 1982 został powołany do Komisji Kwalifikacyjnej Zespołu Rzeczoznawców Stowarzyszenia Architektów Polskich w Warszawie, a następnie był jej przewodniczącym. W latach 80. w powołanym przez Zarząd Główny Towarzystwa Opieki nad Oświęcimiem Zespole Ekspertów do spraw rewaloryzacji terenów i obiektów byłej Strefy interesów KL Auschwitz (Interessengebiet des KZ Auschwitz) pełnił funkcję Przewodniczącego wykazując dużą aktywność i poświęcenie. Był orędownikiem i współtwórcą Międzynarodowego Domu Spotkań Młodzieży w Oświęcimiu, otwartego uroczyście w grudniu 1986.
Został pochowany na cmentarzu Powązkowskim w Warszawie, w kwaterze 140 (rząd 3, miejsce 18).

## Życie prywatne
W 1951 ożenił się z Krystyną z domu Jara (1930–1980), miał z nią dwóch synów: Wojciecha i Jacka.

## Twórczość

### Wybrane projekty architektoniczne
- 1947–1956 – osiedle Koło Wschód, Warszawa dz. Wola, realizacja 1947–1956, współautorzy Helena i Szymon Syrkus z zespołem
- 1947–1956 – osiedle Praga I, Warszawa (ul. Ratuszowa, Cyryla i Metodego), realizacja 1948–1957, współautorzy Helena i Szymon Syrkus z zespołem
- 1950 – budynek biurowy ZBoWiD z wnętrzami, Warszawa ul. Chmielna 15, realizacja 1951–53, współautor Szymon Syrkus
- 1958 – zespół budynków mieszkaniowych Spółdzielni Budowlano–Mieszkaniowej „Dziennikarz”, Warszawa ul. Tamka 49/47, zrealizowany w 1959 r., współautor Leszek Klajnert
- 1959 – zespół budynków mieszkaniowych Spółdzielni Budowlano–Mieszkaniowej „Cepelianka”, Warszawa ul. Puławska 54/60, zrealizowany w 1963 r., współautor Leszek Klajnert
- 1958 – zespół budynków Polskiego Kościoła Chrześcijan Baptystów, Warszawa ul. Chłodna 17, zrealizowany w 1961 r., współautor Leszek Klajnert[14]
- 1961 – budynek mieszkaniowy Spółdzielni Budowlano–Mieszkaniowej „Hibnera 12”, Warszawa ul. Zgoda 12, zrealizowany w 1961 roku, współautor Leszek Klajnert
- 1960 – zespół budynków mieszkalno–handlowych Spółdzielni Budowlano–Mieszkaniowej „Równość”, Warszawa ul. Chmielna 98 / róg al. Jana Pawła II, współautor Leszek Klajnert
- 1959 – osiedle mieszkaniowe Międzyzakładowej Spółdzielni Mieszkaniowej „Energetyka”[15], Warszawa ul. St. Augusta / Grochowska, zrealizowane w 1961 roku, współautor Leszek Klajnert
- 1965 – pawilony handlowo–usługowe, Warszawa ul. Jana Pawła II, współautor Leszek Klajnert (pawilony wyburzono w 2007 r.)

### Konkursy
- 1961 – Konkurs SARP / OW SARP nr 322 na projekt koncepcja zagospodarowania przestrzennego terenów części zachodniej Osi Saskiej w Warszawie – wyróżnienie II stopnia
- 1961 – Konkurs SARP / OW SARP nr 323 na projekt koncepcja centrum handlowego dla osiedla Saska Kępa w Warszawie – wyróżnienie II stopnia
- 1965 – Konkurs SARP / OW SARP nr 377 na projekt typowych pawilonów handlowych Spółdzielni Inwalidów – IV nagroda równorzędna
- 1965 – Konkurs międzynarodowy na Muzeum Sztuki Współczesnej w Skopje – wyróżnienie

## Odznaczenia
- Krzyż Partyzancki – 11 stycznia 1964
- Krzyż Kawalerski Orderu Odrodzenia Polski – 25 stycznia 1973
- Krzyż Oficerski Orderu Odrodzenia Polski – 5 grudnia 1984